# Niklas Luhmann
Niklas Luhmann (Luneburg, 8 de desembre de 1927 - Oerlinghausen, Rin del Nord-Westfàlia, Alemanya, 6 de novembre de 1998) va ser un sociòleg alemany.
Als 18 anys, va formar part de la Luftwaffe durant la Segona Guerra Mundial, i va ser detingut pels aliats. Recobrada la seva llibertat, va començar a estudiar dret a Friburg, acabant el 1949. Va exercir com a funcionari des de 1954; va viatjar als Estats Units el 1961 i va començar a estudiar sociologia com alumne de Talcott Parsons a Boston, a la Universitat Harvard. Parsons, qui va exercir una gran influència en la seva forma de pensar, era en aquest moment la més influent figura del pensament sociològic a Occident. Després de la seva estada a Harvard, Luhmann publica el 1964 la primera obra dedicada a analitzar problemes sociològics a partir de l'ús de la teoria de sistemes: Funktionen und Folgen formaler Organisation (Duncker & Humblot, Berlín, 1964).

## Biografia
Luhmann va néixer a Lüneburg, Baixa Saxònia, on la família del seu pare havia estat dirigint una fàbrica de cervesa durant diverses generacions. Després de graduar-se de l'escola Johanneum el 1943, va ser reclutat com Luftwaffenhelfer en la Segona Guerra Mundial i va servir durant dos anys fins que, a l'edat de 17 anys, va ser fet presoner de guerra per les tropes nord-americanes el 1945.
Després de la guerra Luhmann va estudiar dret a la Universitat de Friburg des de 1946 fins a 1949, quan va obtenir una llicenciatura en dret, i després va començar una carrera en l'administració pública de Lüneburg. Durant un any sabàtic el 1961, va anar a Harvard, on va conèixer i va estudiar amb Talcott Parsons, el món teòric social més influent dels sistemes.
El 1965 va ingressar a la Universitat de Münster on va acabar d'estudiar sociologia política el 1967. El 1968 es va establir a Bielefeld, ciutat on va exercir un lloc de catedràtic a la universitat durant la resta de la seva carrera fins al 1993, moment en què és nomenat emèrit. El 1997 va rebre el Premi europeu Amalfi de sociologia i ciències socials per Die Gesellschaft der Gesellschaft.
En ocasió del XVI Congrés Alemany de Sociologia, l'any 1968, va iniciar un intens debat teòric amb Jürgen Habermas, la primera part del qual va ser recopilat en: "Theorie der Gesellschaft oder Sozialtechnologie". Was leistet die Systemforschung, Surkamp (Frankfurt, 2 volums, 1971-1973). L'intercanvi entre ambdós va continuar fins a la mort de Luhmann el 1998 i és possible trobar mútues referències i crítiques en les obres dels dos autors. L'any 1986 va publicar "Ökologische Kommunikation. Kann die moderne Gesellschaft sich auf ökologische Gefährdungen einstellen?" (Westdeutscher Verlag, Opladen). Va formar part de la revista Zeitschrift für Soziologie (Stuttgart), com a editor, obtenint el premi Hegel el 1988. Luhmann va escriure prolíficament, amb més de tres dotzenes de llibres publicats sobre una varietat de temes, incloent lleis, economia, política, l'art, la religió, ecologia, mitjans de comunicació i l'amor.
Luhmann és molt conegut als Estats Units d'Amèrica per l'esmentada disputa amb Jürgen Habermas sobre el potencial de la teoria de sistemes socials. Tal com el seu antic mentor, Talcott Parsons, Luhmann advoca per "la gran teoria", apuntat a dirigir qualsevol aspecte de vida social dins un marc universal teòric, del qual la diversitat de temes que ell va escriure és una indicació. La teoria de Luhmann és considerada summament abstracta. Aquest fet, juntament amb el suposat conservadorisme polític que rau en la seva teoria, ha fet de Luhmann un teòric polèmic en sociologia.
Els darrers trenta anys de la seva vida els va dedicar al desenvolupament d'una teoria de la societat. En el pròleg de l'edició alemanya de "Sistemes Socials", escriu que en acceptar la càtedra de Sociologia de la recentment inaugurada Universitat de Bielefeld, l'any 1969, va haver d'informar el rector sobre els projectes de recerca en què estava treballant i ho va fer de la manera següent:
Teoria de la Societat. Durada: 30 anys. Cost: cap

## Teoria de sistemes
La teoria de sistemes és una teoria amb pretensions universalistes. Aplicada sobre la societat, afirma poder descriure i explicar el seu funcionament com un complex sistema de comunicacions. D'aquesta manera, proposa un punt de partida radicalment diferent al de les teories tradicionals de la societat, que entenen l'home com "unitat bàsica" de la construcció social. Per a Luhmann aquesta és una visió vétero-europea, que ha de ser deixada de banda a l'hora d'analitzar l'estructura de la societat moderna: no els individus sinó les comunicacions són les unitats constituents i reproductores dels sistemes socials.

### Comunicació
La teoria de Luhmann gira entorn del concepte de comunicació. Per comunicació no entén una acció humana en el sentit de Habermas, ni un fenomen tecnològic, ni un intercanvi d'informació. Els homes no poden comunicar, "només la comunicació comunica". Segons Luhmann, els sistemes socials emergeixen "[s]empre que s'estableixi una relació comunicativa autopoiética, que limiti la seva comunicació i es diferenciï així d'un medi ambient. Per tant, els sistemes socials no estan conformats per homes ni per accions, sinó per comunicacions"
La comunicació es produeix mitjançant mitjans de comunicació simbòlics generalitzats, diferents en cada sistema social però comparables entre si, pel seu caràcter estructural. Per exemple, el sistema econòmic opera amb el medi diners, el sistema judicial amb la justícia, la política amb el poder, etc. Aquests mitjans determinen la codificació dels sistemes, que redueixen la seva complexitat inherent a un codi binari: pagament/no-pagament, legal /il·legal, poder/oposició, etc.

### Sistemes socials
Luhmann recull el concepte de autopoiesis desenvolupat originalment pels biòlegs Humberto Maturana i Francisco Varela i ho aplica als sistemes socials (cal assenyalar aquí que Maturana s'ha manifestat en desacord amb aquesta aplicació). Descriure els sistemes socials com autopoiètics implica que el caràcter autoreferencial dels sistemes no es restringeix al pla de les seves estructures sinó que inclou els seus elements i els seus components, és a dir, que el sistema mateix construeix els elements de què consisteix. En aquest sentit, un sistema autopoieticament tancat (anomenat també "operativament tancat") és aquell que produeix comunicació a partir de la seva comunicació i només permet l'ingrés d'irritacions comunicatives del medi ambient per canals d'acoblament estructural, ja que la comunicació d'un sistema només pot donar-se a través del seu propi mitjà simbòlic i responent al seu propi codi binari.

### Operació / Observació
Luhmann adopta la idea fonamental del constructivisme, segons la qual el procés d'obtenció de coneixement no té relació directa amb una realitat ontològica, sinó que aquest procés construeix la realitat observada. La diferència entre operació i observació és la base de la concepció constructivista i un dels pilars terminològics de la teoria. En aquest context, segons Elena Esposito:
"... La reproducció d'un element d'un sistema autopoiètic amb ajuda dels elements del mateix sistema, és a dir, la condició d'existència del mateix sistema." '
Un sistema sorgeix i es reprodueix en la mesura que les seves operacions donen lloc a altres operacions, per exemple: si processos orgànics s'empalmen amb altres processos orgànics sorgeix un sistema orgànic, si els pensaments donen lloc a altres pensaments suggeriments un sistema psíquic i quan les comunicacions empalmen amb altres comunicacions sorgeixen els sistemes socials. En aquest marc, la possibilitat d'acoblament de les operacions està limitada únicament a les operacions del mateix tipus i determina, al seu torn, la autopoiesi i la condició de clausura operativa del sistema (i per tant condició d'existència). Un procés digestiu no pot empalmar amb un pensament, només un pensament pot empalmar amb un altre pensament; aquesta és la condició de possibilitat dels sistemes orgànic i psíquic.
Les operacions només poden ser registrades per un observador. L'observació és l'operació específica dels sistemes constituents de sentit (és a dir, els sistemes socials). Aquest tipus específic d'operació consisteix a marcar diferències i fer denominacions; tota observació comença amb una diferència i es converteix en una xarxa de diferències, on totes depenen de la diferència original.
Segons Elena Esposito:
"L'observació és una operació específica que utilitza una diferència per marcar una part o altra de la diferència. L'observació es produeix quan un sistema opera sobre la base de distincions per obtenir i manipular informació"

### Diferència
El concepte de diferència és bàsic per a la descripció de l'observació: qualsevol observació opera amb diferències, postulant una diferència específica, marcant una de les seves cares i ignorant una altra. Aplicada a la mateixa teoria de sistemes, una de les diferències centrals és la que existeix entre sistema i medi ambient. Així mateix, el concepte de diferència posseeix dins de la teoria un alt grau d'abstracció i representa la condició de possibilitat d'accés o observació. (La diferència és, a més, d'una distinció entre identitat i diferència).
Els conceptes de "diferència" ("Differenz") i "distinció" ("Unterscheidung") són pràcticament sinònims, però, aquest accentua el caràcter operatiu del marcatge d'una diferència, mentre que aquell accentua el caràcter substantiu, la línia demarcadora en si mateixa.

### Acoblament estructural
L'acoblament estructural és una relació no causal entre un sistema i el seu entorn (és l'únic tipus de relació possible entre tots dos).
Amb l'acoblament estructural la teoria soluciona el dilema que proposa el postulat de la autopoiesis, perquè si bé els sistemes es troben en un estat de cloenda operativa, reprodueixen els seus elements a partir dels seus propis elements, només coneixen els seus estats interns i no poden comunicar directament amb el seu medi ambient, també han de poder observar al seu medi ambient i adequar-se a ell per poder existir.
En les paraules de Luhmann:
"L'acoblament estructural i l'autodeterminació mantenen una relació ortogonal: si bé cada un és la premissa de l'altre, no poden condicionar mútuament. El medi ambient només pot influir sobre el sistema produint irritacions […] que són processades internament; també les irritacions són construccions internes que resulten de la confrontació dels successos amb les estructures pròpies del sistema. Llavors, no existeixen les irritacions "al medi ambient", la irritació sempre és autoirritación, que com a màxim sorgeix de successos del medi ambient. "
Per establir una relació d'acoblament estructural, el sistema construeix estructures amb expectatives que el sensibilitzen a determinades irritacions. Per exemple, el sistema polític no pot observar les comunicacions que es produeixen en el sistema econòmic (perquè aquell opera amb el codi "Poder / Oposició", mentre que aquest ho fa amb "Pagament / No Pagament"), però pot crear estructures d'irritació, utilitzar ara el PIB o el dèficit fiscal i interpretar els seus valors com a rellevants per a la comunicació política (obtenció / manutenció del poder). D'aquesta forma es produeix un "desfasament estructural", és a dir, una determinada sèrie de successos en diferents sistemes que simula una intervenció que en realitat mai va succeir.

### Ressonància
La ressonància indica la possibilitat de transmissió de processos entre sistemes o entre parts d'un sistema amb parts d'un altre, a causa d'una similitud o paral·lelisme estructural. Per exemple, les temporades laborals de cert sector del comerç i la indústria tendeixen a guiar-se pel cicle lectiu existent a la regió en qüestió. En aquest sentit, la ressonància està lligada al concepte d'acoblament estructural

### Contingència
Contingència és l'estat d'aquells fets que des d'un punt de vista lògic no són ni veritables ni falsos. La contingència és l'oposat a necessitat: un acte o fet contingent és el que podria no haver ocorregut o tingut lloc, un acte o fet cal, en canvi, si no podria no haver ocorregut.
En el desenvolupament de Luhmann, la contingència és un aspecte més que important per comprendre la disposició moderna cap al risc. Segons Maximiliano Korstanje (qui pren els postulats del sociòleg alemany Niklas Luhmann) l'amenaça és externa a la societat i no depèn (stricto sensu) dels processos decisoris que donen suport a l'ordre social. El risc és un residual comunicatiu de la decisió i la racionalitat. Per contra, el risc no només es troba orientat a un escenari futurible (que pot complir o no) sinó que a més es correspon amb la contingència, això significa la possibilitat d'evitar les seves conseqüències prèvia decisió per evitar-ho. Mentre qui pren les decisions dins d'una organització, poques vegades qui assumeixen els costos són integrats en aquests processos. Per aquesta raó, hi ha una confusió intencional entre els termes amenaça i risc per tal de conferir a la ciutadania problemes dels quals té escassa o cap participació. Temes vinculats al terrorisme, accidents d'avions o ingestes d'aliments en mal estat no han de ser considerats riscos perquè la víctima no té responsabilitat en ells sinó perills o amenaces.

### Clausura operativa
El concepte de "clausura operativa" descriu la forma que tenen els sistemes de generar, reproduir-se i comunicar-se. Segons Luhmann, els sistemes és definint per les operacions mitjançant les quals els sistemes es produeixen i es reprodueixen; tot el que no passi dins el marc d'aquestes operacions passarà automàticament a formar part de l'entorn del sistema i, en aquest sentit, tots els sistemes estan tancats operativament a ell, perquè únicament reaccionen davant les operacions internes; operacions que donen lloc a altres operacions que donen lloc a altres operacions (i així successivament), però sempre dins dels límits del mateix sistema.
En les paraules de Luhmann:
"Els sistemes es defineixen per aquelles maneres d'operació mitjançant els quals el sistema es produeix i es reprodueix a si mateix. Un tipus determinat de sistemes-per exemple, els sistemes vius, psíquics, socials, etc. - Es realitza per mitjà d'un tipus determinat d'operació. la unitat del sistema correspon a la unitat de l'operació que el constitueix. d'aquesta manera queda exclosa la possibilitat de caracteritzar un sistema per una pluralitat d'operacions […] per tant, partim d'una relació circular entre els conceptes de sistema i d'operació. només pot operar un sistema i només les operacions poden produir sistemes. […] les operacions que poden connectar entre si conformen el sistema. Allò que resta exclòs passa a ser l'entorn del sistema. Aquest d'una altra manera, les operacions condensen una diferència entre el sistema i l'entorn. Produeixen una forma que té dos costats: un costat interior que és el sistema i una banda exterior que és l'entorn. Si no s'arriba a aquesta separació entre sistema i entorn, la forma que és el sistema no pot sorgir. "

## Obres (Selecció)
- Die Gesellschaft der Gesellschaft (1997), ISBN 3-518-58240-2
- Die Wirtschaft der Gesellschaft (1988), ISBN 3-518-28752-4
- Die Wissenschaft der Gesellschaft (1990), ISBN 3-518-28601-3
- Das Recht der Gesellschaft (1993), ISBN 3-518-28783-4
- Die Realität der Massenmedien (1996), ISBN 3-531-12841-8
- Die Kunst der Gesellschaft (1997), ISBN 3-518-28903-9
- Die Gesellschaft der Gesellschaft (1997), ISBN 3-518-28960-8
- Die Politik der Gesellschaft (2000), ISBN 3-518-29182-3
- Die Religion der Gesellschaft (2000), ISBN 3-518-29181-5
- Das Erziehungssystem der Gesellschaft (2002), ISBN 3-518-29193-9
- Die Moral der Gesellschaft (2008), ISBN 978-3-518-29471-0
- Soziale Systeme. Grundriß einer allgemeinen Theorie (1984), ISBN 3-518-28266-2
- Funktionen und Folgen formaler Organisationen (1964)
- Zweckbegriff und Systemrationalität (1968)
- Organisation und Entscheidung (2000), ISBN 3-531-13451-5
- Gesellschaftsstruktur und Semantik, 4 Bde.
- Liebe als Passion (1982)
- Beobachtungen der Moderne (1992), ISBN 3-531-12263-0
- Ideenevolution (Herausgegeben von André Kieserling, 2008), ISBN 3-518-29470-9
- Soziologische Aufklärung, 6 Bde.
- Vertrauen - ein Mechanismus der Reduktion sozialer Komplexität (1968)
- Zweckbegriff und Systemrationalität (1968)
- Legitimation durch Verfahren (1969), ISBN 3-518-28043-0
- Politische Planung (1972)
- Ökologische Kommunikation (1986), ISBN 3-531-51775-9
- Reden und Schweigen (zusammen mit Peter Fuchs, 1989)
- Soziologie des Risikos (1991), ISBN 3-11-012939-6
- Schriften zu Kunst und Literatur (Herausgegeben von Niels Werber, 2008), ISBN 978-3-518-29472-7